# كارستن ليتشتلين
كارستن ليتشتلين (بالألمانية: Carsten Lichtlein) مواليد 4 نوفمبر 1980 في فورتسبورغ، ألمانيا، هو لاعب كرة يد ألماني يلعب كحارس مرمى. يلعب حاليا مع نادي غومرسباخ لكرة اليد ويحمل الرقم 16. مثل منتخب ألمانيا لكرة اليد. حقق المركز الأول في بطولة العالم لكرة اليد للرجال 2007.

## سجل المنافسة
شارك في البطولات التالية:
- بطولة العالم لكرة اليد للرجال 2015
- بطولة أوروبا لكرة اليد للرجال 2012
- بطولة أوروبا لكرة اليد للرجال 2016

## الإنجازات
- بطولة أوروبا لكرة اليد للرجال:
  -  ذهبية: بطولة أوروبا لكرة اليد للرجال 2016
- كأس أوروبا لكرة اليد 2006 مع نادي لمغو لكرة اليد.

## روابط خارجية
- كارستن ليتشتلين على موقع الاتحاد الأوروبي لكرة اليد (الإنجليزية)